# 耶爾沙赫附近什馬列市鎮

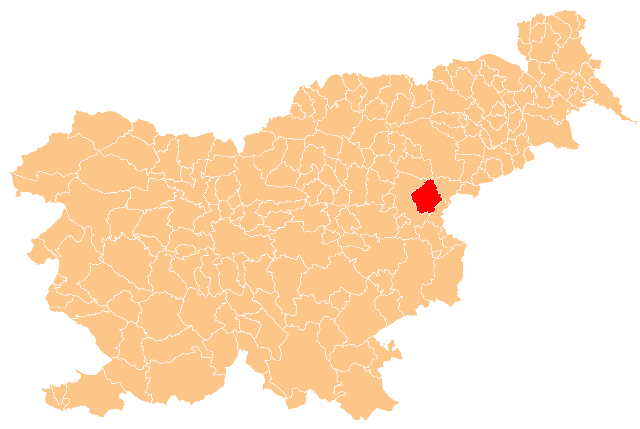
耶爾沙赫附近什馬列市鎮於斯洛維尼亞的位置

耶爾沙赫附近什馬列市鎮是斯洛文尼亞東部的一個市镇，行政中心為耶爾沙赫附近什馬列。市镇面積为107.7平方公里，2016年人口数量为10,259人。该市镇设立于1994年。

## 外部連結
- 官方网站  （斯洛文尼亚文）